# 93식 지대공 미사일
93식 지대공 미사일은 육상자위대에 배치하는 근거리 방공용 지대공 미사일이다. 약칭으로 SAM-3이라고 부른다.

## 개발
1990년에 시험작이 완성되어, 1992년 실용실험을 실시했다. 1993년, 93식 지대공 미사일은 제식화되어 1994년에 부대에 배치되었다. 토시바에서 생산을 맡았다.

## 설계

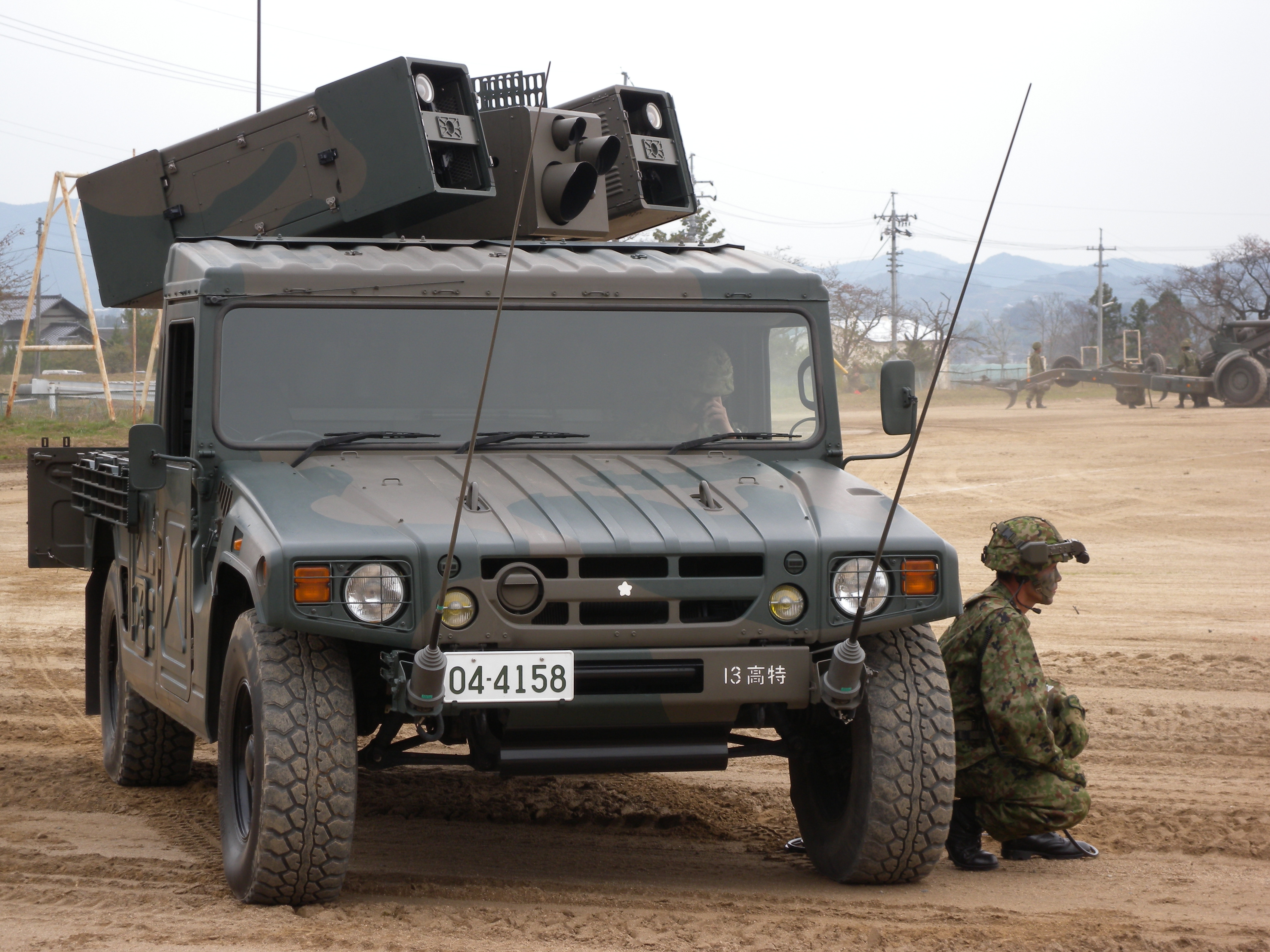
차량 안팎에 배치된 조작원

육상자위대에서 같이 사용되고 있는 고기동차의 차체를 베이스로, 뒷부분의 짐받이에 91식 지대공 미사일(SAM-2)의 8 연장 발사 장치를 탑재하고 있다.
발사 장치는, 발사기(미사일 8발을 장전), 관측 장치, 유도 장치 등으로 구성되어 있다. 미사일은 4 연장의 발사 장치에 수납할 수 있다. 조준 장치는 휴대형 SAM-2와 같이, 피아식별장치(IFF) 안테나, 가시광선 TV 카메라, 레이저 수광기, 적외선 센서, 레이저 발진기로 구성되어 있다. 더 나아가 발사 장치에는 사단 대공 정보처리 시스템(DADS)으로부터 목표의 정보를 수신하기 위한 데이터 링크용 안테나도 탑재하고 있다.
사격할 때는, 헬멧에 다는 조준기로 목표를 조준 해, 조수석에 있는 사격 통제 장치의 조이스틱으로 발사 장치를 조작한다. 그리고 가시광선 TV 카메라 또는 적외선 센서로 목표를 확인하면, 레이저로 조준, 조이스틱의 발사 버튼으로 발사한다. 사격 장치는, 차 밖에 설치하는 것도 가능하고, 원격 조작도 가능해 조작원의 생존율 높인다.

## 운용

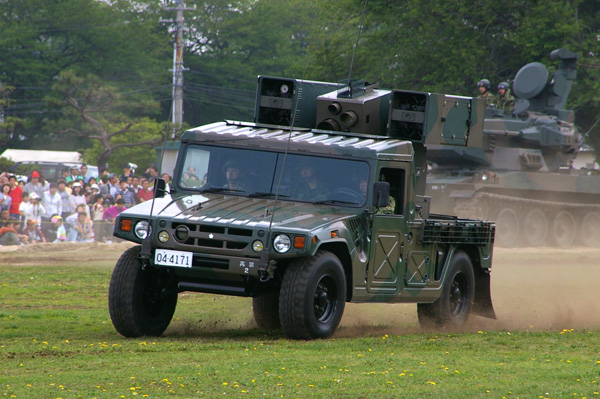
주행 모습

1994년 이후, 전국의 육상자위대 부대에 배치를 시작해 2008년도에 완료했다.
| 연도   | 배치수  | 연도   | 배치수   |
| ------ | ------- | ------ | -------- |
| 1993년 | 6 세트  | 2002년 | 13 세트  |
| 1994년 | 10 세트 | 2003년 | 7 세트   |
| 1995년 | 10 세트 | 2004년 | 7 세트   |
| 1996년 | 8 세트  | 2005년 | 4 세트   |
| 1997년 | 9 세트  | 2006년 | 4 세트   |
| 1998년 | 8 세트  | 2007년 | 2 세트   |
| 1999년 | 7 세트  | 2008년 | 2 세트   |
| 2000년 | 8 세트  | 합계   | 113 세트 |
| 2001년 | 8 세트  |        |          |

## 제원

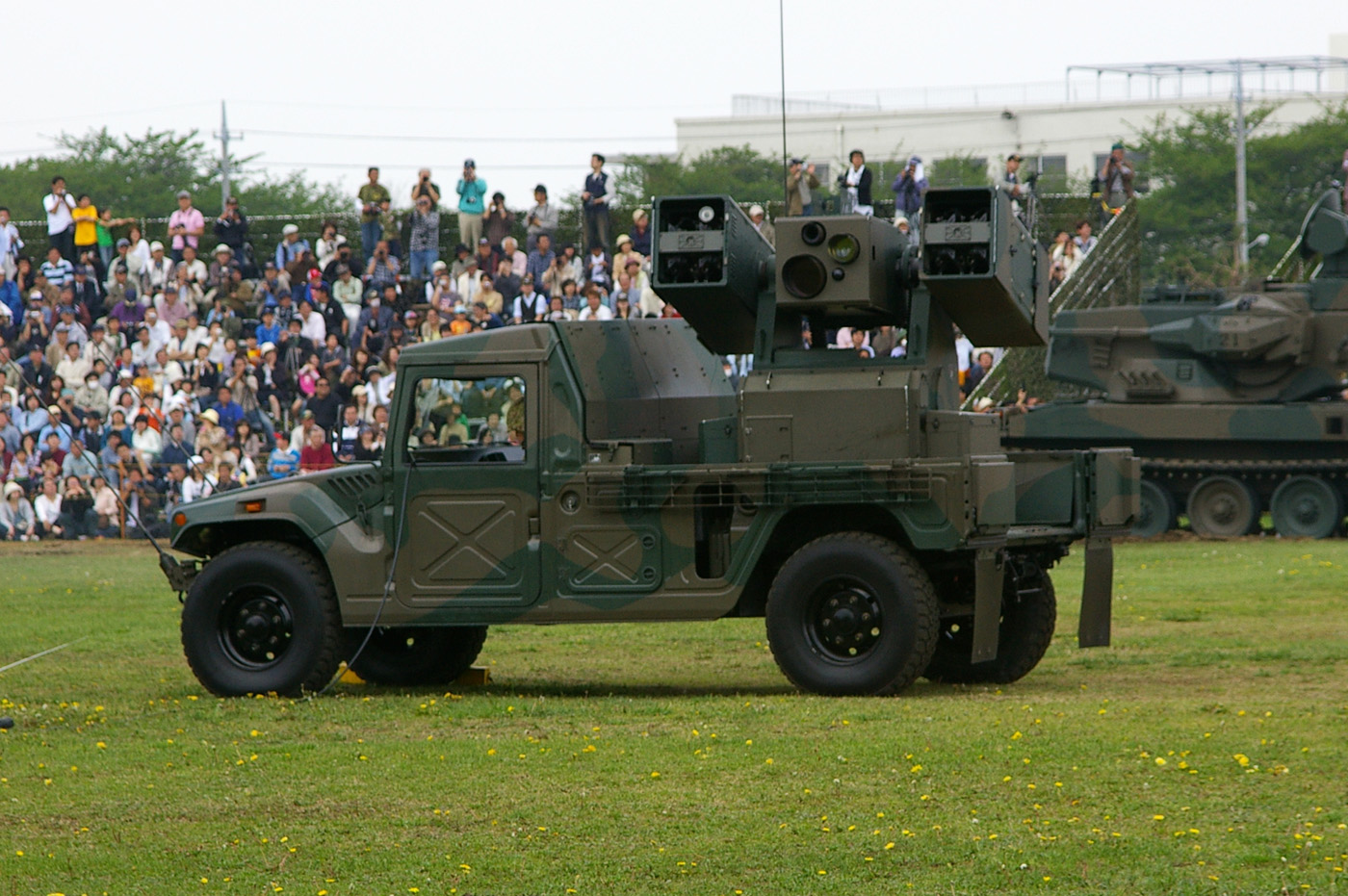
高射教導隊の車両

### 미사일
- 전장: 약 1.43m
- 직경: 약 0.08m
- 중량: 약 11.5kg
- 유도 방식: 가시광선＋적외선 유도
- 최대유효사거리: 약 5,000m
- 최대속도: 마하 1.9
- 신관: 근접 신관 또는 직격

### 본체
- 전장: 약 4.9m
- 차폭: 약 2.1m
- 엔진: 수냉 직렬 4기통 터보 디젤

## 같이 보기
- 91식 지대공 미사일
- 고기동차